# Galva (Kansas)
Pour les articles homonymes, voir Galva.
Galva est une municipalité américaine située dans le comté de McPherson au Kansas. Lors du recensement de 2010, sa population est de 870 habitants.

## Géographie
Galva se trouve dans le centre du Kansas, à l'est de la ville de McPherson.
La municipalité s'étend en 2010 sur une superficie de 0,48 mille carré (1,24 km2).

## Histoire
Galva est fondée lors de l'arrivée de l'Atchison, Topeka and Santa Fe Railway en 1879. Son bureau de poste ouvre la même année. Elle se développe notamment grâce à l'afflux des habitants d'Empire, une communauté fondée quelques années plus tôt au sud et ignorée par le chemin de fer.
Elle est nommée d'après la ville de Galva dans l'Illinois ou directement d'après la ville suédoise de Gävle.

## Démographie
Selon l'American Community Survey de 2018, plus de 97 % de la population de Galva est blanche et parle l'anglais à la maison. Le revenu médian par foyer y est de 65 375 dollars, contre 57 422 dollars au Kansas et 60 293 dollars aux États-Unis. Galva connaît par ailleurs un taux de pauvreté inférieur, à 7,5 % contre 12 % dans l'État et 11,8 % à l'échelle nationale,.